# 扎博洛托
50°7′21″N 24°43′37″E / 50.12250°N 24.72694°E
扎博洛托（烏克蘭語：Заболото），是烏克蘭西部的村莊，隸屬利維夫州的佐洛奇夫區。該村始建於1600年，面積0.11平方公里，海拔高度209米，2001年人口385，人口密度每平方公里3,377.19人。